# Wolfgang Fietkau Verlag
Der Wolfgang Fietkau Verlag ist ein 1959 in Berlin gegründeter Verlag für moderne, avantgardistische Literatur, Lyrik und konkrete Poesie. Gründer und Verleger war Wolfgang Fietkau (1935–2014). Nach seinem Tod führt Barbara Zillmann den Verlag weiter.

## Geschichte
Der Wolfgang Fietkau Verlag zählt zu den ältesten literarischen Kleinverlagen in Deutschland. Als Wolfgang Fietkau den Verlag gründete, war er frisch examinierter Diakon in einer Berliner Kirchengemeinde. Er betrieb den Ein-Mann-Verlag neben seinen freiberuflichen Tätigkeiten als Journalist, Redakteur und Autor. Zwischen 1963 und 1989 unterstützte ihn Erika Fietkau. Ab 1970 produzierte er einen Teil der Bücher in seiner Heimwerkstatt auf einer Kleinoffset-Druckmaschine Rotaprint RT4. Die Klebebindung erfolgte von Hand. Als Kleinverleger war er sein eigener Lektor, Drucker, Buchbinder, Sekretär, Fakturist und Buchhalter.

## Programm
Der Verlag vertritt keine bestimmte literarische Richtung oder Schule. In der Reihe schritte stellte der Verlag seit 1959 unbekannte Autoren mit ihrer ersten Buchveröffentlichung vor, die heute ihren festen Platz in der Literatur haben. Erstausgaben von Konrad Bayer, Wolfgang Bauer, Arnim Juhre, Christa Reinig, Franz Mon, Ferdinand Kriwet, Reinhard Döhl und Ludwig Harig seien genannt. In den 1970er Jahren folgten Veröffentlichungen von Ute Erb, Max Bense, Oskar Cöster, Aldona Gustas, Manfred Römbell, Kurt Marti, Margot Schroeder, Bert Berkensträter und Hildegard Wohlgemuth.
Das poetische Werk von Dorothee Sölle hat Fietkau von 1969 bis 2000 in sieben Ausgaben verlegt.

## Gestaltung
Die ersten drei Ausgaben der Reihe schritte erschienen 1959 und 1960 in der Umschlaggestaltung von Ursula Reichardt und der typografischen Innengestaltung von Wolfgang Fietkau. 1961 begann die Zusammenarbeit mit Christian Chruxin. Chruxin entwickelte das Reihenkonzept und definierte das Format von 16 × 14 cm. Jeder Band erhielt ein farbiges Vor- und Nachsatzblatt in der Schmuckfarbe des Titels und als Schrift die halbfette Akzidenz Grotesk von Berthold, auf dem Titel in 48 Punkt gesetzt. Die Zeilen wurden ohne Durchschuss so eng gesetzt, dass sich Ober- und Unterlängen der Schriftzeilen berührten. Chruxins streng-formale Buchumschlaggestaltung schnitt am Ende der Zeilen die Worte senkrecht durch, um mit dem Rest der Buchstaben die folgende Zeile zu beginnen. Auf der Rückseiten der Umschläge entwickelte Chruxin eine Typographik, ein typografisches Spiel aus Buchstaben und Farben der Vorderseite.

## Auszeichnung
Die Gestaltung der Reihe schritte rief unterschiedliche Reaktionen hervor, zum Teil heftige Ablehnung, wie sich Chruxin 2000 erinnerte. In Ausstellungen und Publikationen wie Die Poesie des Konkreten (2000) und Welt aus Schrift (2010) wurde die Buchreihe als typografisch mutige und weitsichtige Gestaltung bewundert.